# Frederik III. Dánský
Frederik III. (18. března 1609, Haderslev – 9. února 1670, Kodaň) byl dánský a norský král v letech 1648–1670.
Frederik III. zavedl v Dánsku a Norsku absolutismus, který trval v Norsku přes 150 let a v Dánsku přes 200 let.

## Život
Frederik III. byl třetí syn dánského krále Kristiána IV. a jeho první manželky Anny Kateřiny Braniborské. Protestant Frederik získal v průběhu třicetileté války následující tituly:
- 1619 koadjutor biskupství Verden, v letech 1623–1629 také biskup
- 1626 koadjutor biskupství Osnabrück
- 1631 koadjutor biskupství Brémy
- 1634 jako Frederik II. arcibiskup brémský a opět biskup verdenský

Těchto titulů, jež byly spojeny se současným držením nejvyšších statků, pozbyl v roce 1648, když Brémy a Verden přešly v důsledku vestfálského míru v držení švédské koruny.
Již v brémském období byl blízkým Frederikovým důvěrníkem Christoffer von Gabel, jenž se staral o jeho finanční záležitosti do konce Frederikova života. Ten později učinil z Gabela nejmocnějšího muže u dvora.
Po smrti svého staršího bratra, korunního prince Kristiána (1647) a po smrti svého otce 28. února 1648 se stal Frederik králem. V tomtéž roce založil Dánskou královskou knihovnu, nynější Národní knihovnu země.

### Válka proti Švédsku

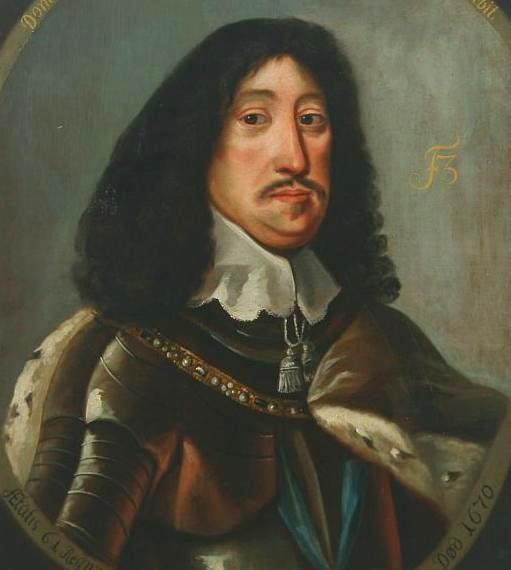
FrederikII. Dánský

V roce 1657 vyhlásil Frederik válku Švédsku. Vhodná příležitost se naskytla, když se domníval, že je švédský král Karel X. Gustav zaměstnán válkou v Polsku. Ten však vtáhl do Dánska a ohrožoval Kodaň. Proto přistoupil Frederik 28. února 1658 na Roskildský mír, v jehož důsledku musel odstoupit Švédsku Skåne, Halland, Blekinge a Bohusland, ostrovy Bornholm a Hven a výběžek Trondheimu a uznat suverenitu vévody von Schleswick-Holstein-Gottorf.
V srpnu 1658 zaútočili Švédové na Kodaň znovu. Frederik povolal Hanse von Schack, zkušeného vojáka a velitele pevnosti k vrchnímu velení a mohl ve spojení s holandskou flotilou a s pomocí braniborského kurfiřta Fridricha Viléma útok odrazit (14. listopadu 1659 u Nyborgu) a zachránit tak suverenitu Dánska. Po smrti švédského krále byla ve smlouvě z Kodaně ze dne 5. června 1660 ve značném rozsahu ustanovení Roskildského míru potvrzena, avšak Trondheim a Bornholm připadly zpět Dánsku.

### „Smluvní puč“
Frederik nato svolal Říšský sněm, aby se s ním poradil o konzolidaci financí, armády, námořnictva a obchodu. Duchovenstvo a měšťanstvo považovali za cestu k tomu oslabení šlechty a posílení královské moci, pročež bylo Dánsko 4. října roku 1660 prohlášeno dědičnou monarchií v mužské a ženské linii a král prohlášen plným suverénem. 10. ledna roku 1661 mu byly odevzdány patřičné dokumenty a 14. listopadu roku 1665 podepsal královský zákon (Lex Regia), podle nějž v Dánsku a Norsku byla ustanovena absolutní monarchie a Říšská rada i Říšský sněm byly zrušeny; tyto novoty však byly plně zavedeny až při korunovaci Frederikova nástupce (Kristiána V.) v roce 1709.

### Manželství a potomci
1. října roku 1643 se Frederik v Glücksburgu oženil s Žofií Amálií Brunšvickou (1628–1685), dcerou brunšvicko-lüneburského vévody Jiřího (1583–1641) a jeho manželky Anny Eleonory Hesensko-Darmstadtské (1601–1659). Manželství bylo uzavřeno z politických důvodů a manželé k sobě nikdy nechovali hlubších citů, nelze se tedy divit, že oba měli mimomanželské vztahy, jež si vzájemně tolerovali.
Z manželství vzešlo osm potomků, z nichž dva však zemřeli v útlém věku:
- Kristián (15. dubna 1646 – 25. srpna 1699), jako Kristián V. král dánský a norský od roku 1670 až do své smrti, ⚭ 1667 Šarlota Amálie Hesensko-Kasselská (27. dubna 1650 – 27. března 1714)
- Anna Žofie (1. září 1647 – 1. července 1717), ⚭ 1666 Jan Jiří III. Saský (20. června 1647 – 12. září 1691), saský kurfiřt
- Frederika Amálie (11. dubna 1649 – 30. října 1704), ⚭ 1667 Kristián Albrecht Holštýnsko-Gottorpský (13. února 1641 – 6. ledna 1695), holštýnsko-gottorpský vévoda, biskup v Lübecku
- Vilemína Ernestina (20. června 1650 – 23. dubna 1706), ⚭ 1671 Karel II. Falcký (31. března 1651 – 16. května 1685), falcký kurfiřt
- Frederik (11. října 1651 – 14. března 1652)
- Jiří (21. dubna 1653 – 8. listopadu 1708), dánský princ a princ-manžel, ⚭ 1683 Anna Stuartovna (6. února 1665 – 1. srpna 1714), královna Anglie, Skotska a Irska a později Království Velké Británie a Irska od roku 1702 až do své smrti
- Ulrika Eleonora (11. září 1656 – 26. července 1693), ⚭ 1680 Karel XI. (24. listopadu 1655 – 5. dubna 1697), švédský král od roku 1660 až do své smrti
- Dorothea Juliana (16. listopadu 1657 – 15. května 1658)

Kromě toho byl Frederik otcem nemanželského syna Ulricha Frederika, hraběte von Güldenlöw-Laurvig (20. července 1638 – 17. dubna 1704)